# محمد أحمد المشاري
محمد أحمد خالد المشاري (1936 - 23 يونيو 2000) شاعر كويتي ، ولد في مدينة الكويت. مجاز في الاقتصاد من كلية الاقتصاد في جامعة القاهرة. عمل في مجال تخصصه مدّة، ثم عمل سفيرًا لبلاده في كينيا، ثم تفرّغ للعمل الحر. نشر شعره في الصحف والمجلّات الأدبيّة. طبعت ديوانه بعد وفاته بمراجعة خليفة الوقيان في 2007. 

## سيرته
ولد محمد أحمد خالد المشاري في مدينة الكويت سنة 1936. أتم دراسته الابتدائية والثانوية فيها، وأنهى دراسته الجامعية بحصوله على البكالوريوس في الاقتصاد البحت من كلية التجارة والاقتصاد بجامعة القاهرة.

عمل محاسبًا في دائرة المطبوبات والنشر، ثم معاونًا ماليًا، ثم سكرتيرًا أول لسفارة دولة الكويت في اليابان، ثم مديرًا للإدارة الاقتصادية في وزارة الخارجية، ثم سفيرًا لدولة الكويت في كينيا، وتفرغ بعد ذلك لأعمال الحرة. 

كان عضوًا في رابطة الأدباء الكويتيين. له قصائد منشورة في الصحف والمجلات الأدبية.

توفي في مسقط رأسه في 23 يونيو 2000. جمعت ديوانه خليفة الوقيان وطبعه في 2007.

## شعره
المشاري كان منصرفا إلى الهم الوطني والقومي خاصة في القضايا الكبرى التي مرت بها الأمة العربية وفي قصائده مدح جمال عبد الناصر ورثاء عبد الله السالم ورثاء صباح السالم الصباح وأم كلثوم وقصائد عن لبنان. شعره لا يخلو أيضاً من متابعة للقضايا الحياتية اليومية في الكويت مثل أزمة سوق المناخ والبورصة. 

## وصلات خارجية
- في موقع أرشيف المجلات